# Aleiodes dedivus
Aleiodes dedivus är en stekelart som först beskrevs av Szepligeti 1914.  Aleiodes dedivus ingår i släktet Aleiodes och familjen bracksteklar. Inga underarter finns listade i Catalogue of Life.